# Salina Sint Marie
Salina Sint Marie är en lagun i Curaçao. Den ligger i den västra delen av landet, strax utanför Sint Willibrordus, 16 km nordväst om huvudstaden Willemstad. Det är en känd häckningsplats för den karibiska flamingon.